# 클로디오 브룩

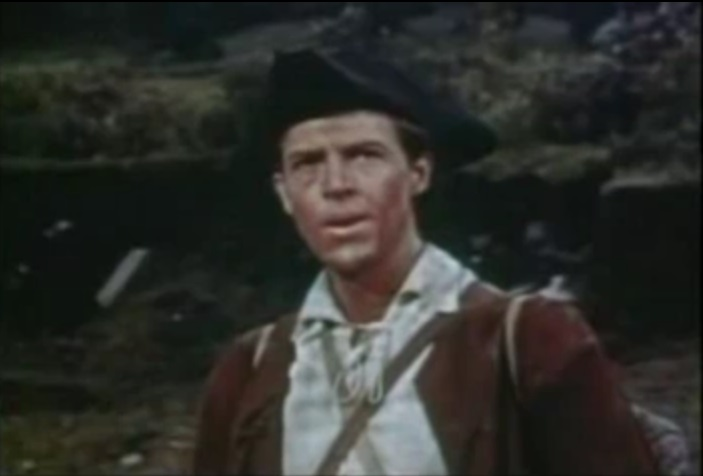

클로디오 브룩(Claudio Brook, 1927년 8월 28일 ~ 1995년 10월 18일)은 멕시코의 배우, 연극 배우, 영화배우, 텔레비전 배우이다.
멕시코시티에서 태어났으며 멕시코시티에서 사망하였다. 사인은 위암이다.

## 영화
- 죽음과 나침반 (1992년)
- 크로노스 (1992년)
- 원 맨스 워 (1991년)
- 007 살인면허 (1989년)
- 로메로 (1989년)
- 담배 피우는 물고기 (1977년)
- 거룩한 사무실 (1975년)
- 인터벌 (1973년)
- 순수의 성 (1973년)
- 트로츠키 암살 (1972년)
- 은하수 (1969년)
- 용의자 (1967년)
- 파리 특급 지령 (1966년)
- 파리 대탈출 (1966년)
- 시몬 오브 더 데저트 (1965년)
- 비바 마리아! (1965년)
- 학살의 천사 (1962년)
- 비리디아나 (1961년)
- 디 영 원 (1960년)